# Peter Ellis
Peter Ellis (1805–1884) fue un arquitecto británico e inventor del ascensor paternóster de Liverpool.
Desde mediados de la década de 1840 vivió en 40 Falkner Square, una casa que diseñó y en la que ahora se encuentra una placa azul del patrimonio inglés.

## Edificios

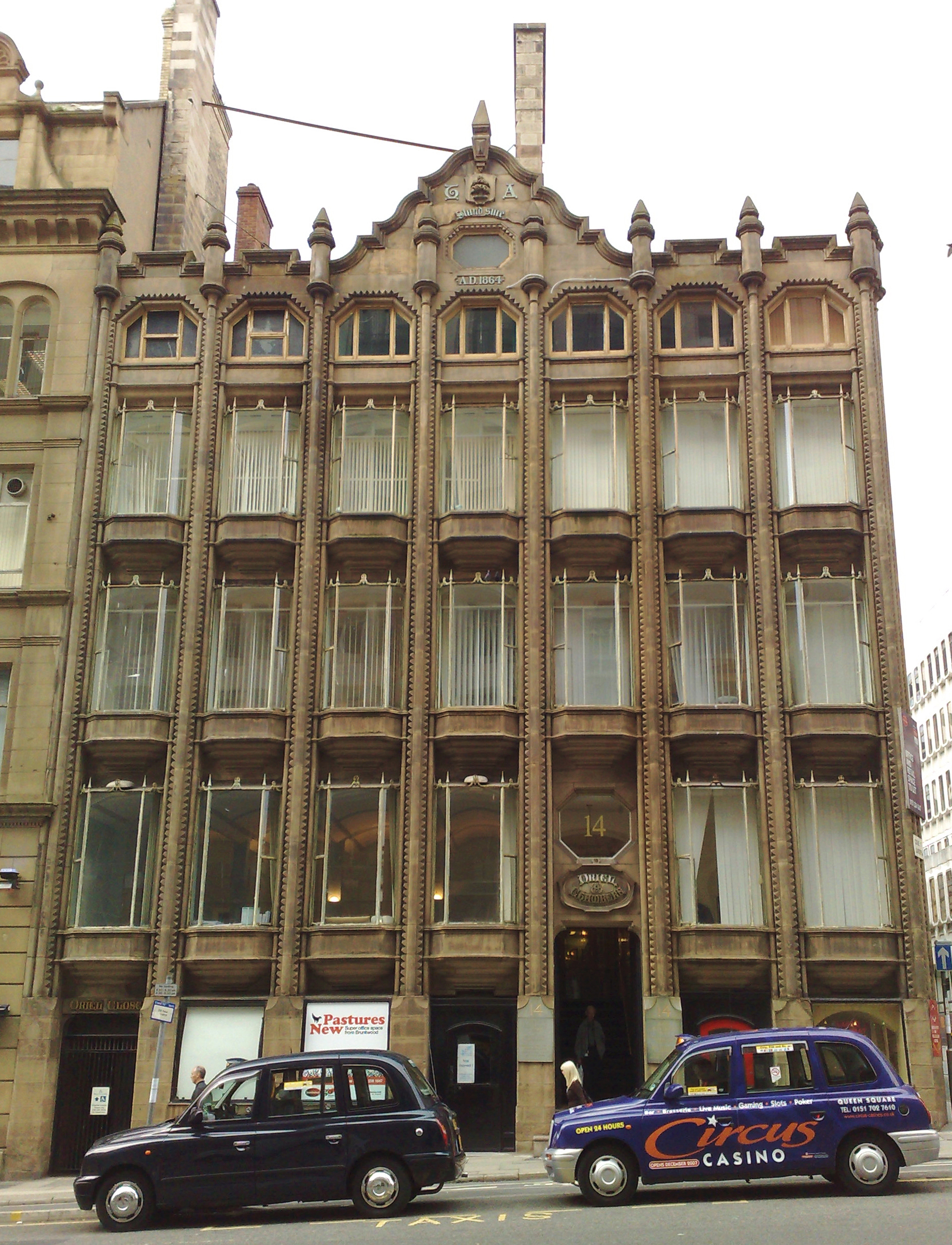
Oriel Chambers, de 1864

Peter Ellis diseñó Oriel Chambers en 1864 en la esquina de la calle Water y Covent Garden en Liverpool, considerado por muchos historiadores de la arquitectura como uno de los edificios más influyentes de su época, un precursor del estilo moderno en arquitectura y uno de los primeros intentos romper con la tradición clásica de la arquitectura comercial. Charles Reilly, profesor de arquitectura en la Universidad de Liverpool, lo describió como el "edificio más extraño de Liverpool, a la vez tan lógico y tan desagradable... como habitación celular para el insecto humano, es un activo distintivo para la ciudad" y por Nikolaus Pevsner como "uno de los edificios más notables de su época en Europa".
Su otro encargo conocido fue 16 Cook Street, Liverpool, de 1866. Este edificio se ha destacado por su escalera de caracol "sorprendentemente moderna", en voladizo desde el edificio principal y revestida con láminas de hierro y vidrio.

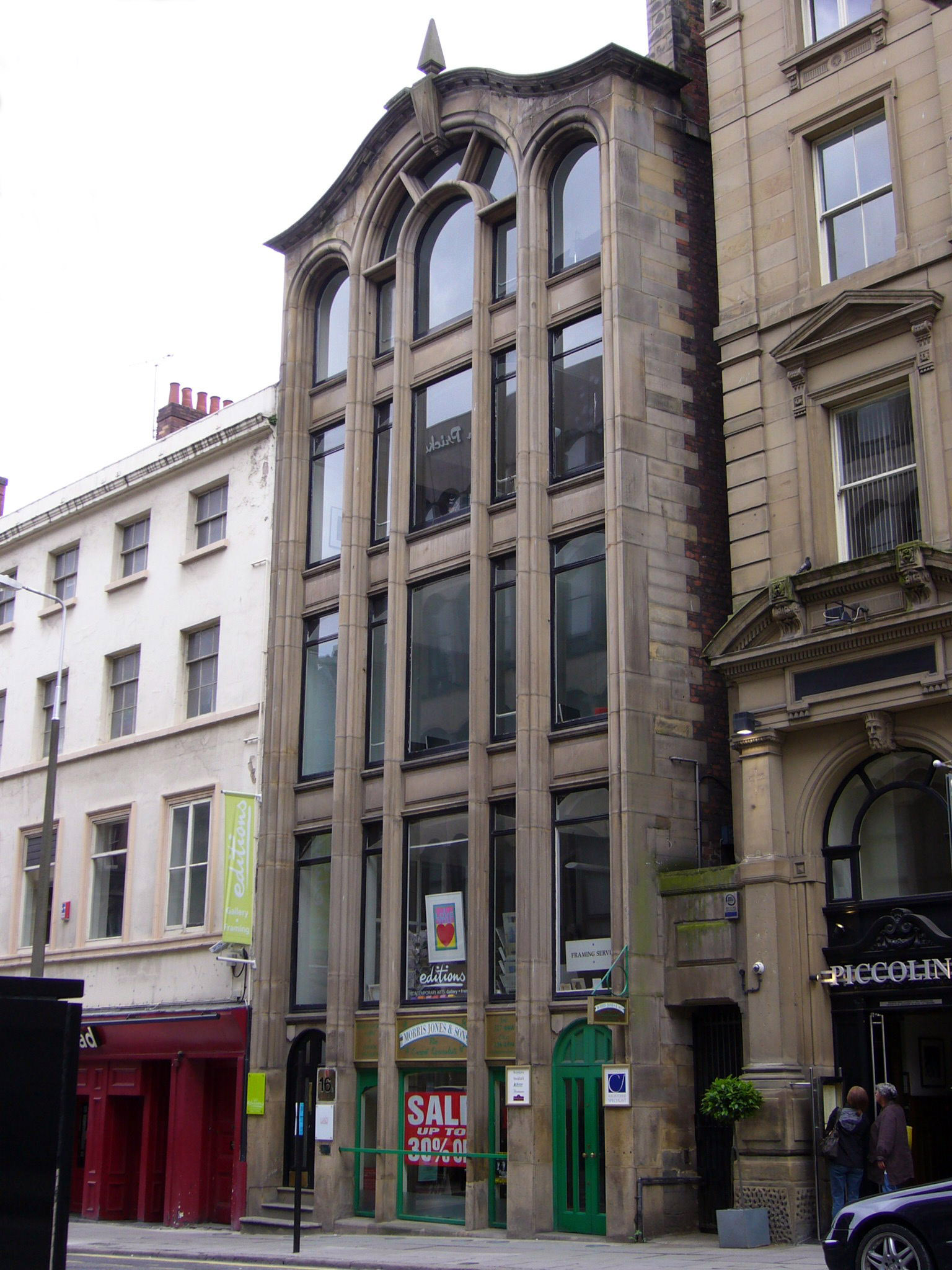
16 Cook Street, de 1866

A partir de la evidencia en el Liverpool Mercury, se sabe que tuvo encargos para al menos otros cuatro edificios (1856-1874), mientras que los registros de arrendamiento de la Corporación revelan que su carrera temprana (1833-1844) involucró su diseño y construcción de una variedad de casas para venta, alquiler o uso personal.

## Carrera
Peter Ellis nació el 1 de agosto de 1805 en Shaw's Brow (posteriormente rebautizado como William Brown Street), el tercer hijo de una familia de siete hijos de Peter Ellis padre y Ann (de soltera Appleton). La familia se mudó a Primrose Hill en 1807, donde el padre de Peter participó en la construcción de tribunales, y a la calle Gloucester (ahora enterrada debajo de la estación de Lime Street) en 1811, donde su padre trabajó con otros constructores en el desarrollo del área. En 1822 se mudaron a Low Hill y fue mientras vivía allí que Peter conoció a Mary Helen Syers, que vivía en Everton Village y con quien se casó en 1836.
Aunque Peter apareció por primera vez en el Directorio de Liverpool de Gore en 1834 como arquitecto con una oficina en Renshaw Street, antes de eso habría aprendido su oficio trabajando con su padre en varias terrazas de propiedades en la calle Audley (1824), Kent Square (1830) y Great George Square / la calle Upper Pitt (1832). Luego, en 1833, Peter Ellis the Younger of Liverpool Surveyor apareció por primera vez en el Corporation Lease Register con respecto a las terrazas de propiedad que se construirían a lo largo del lado sureste de Great George Square y en Cookson Street.
En 1835, Peter adquirió una propiedad y un terreno edificable vecino en la calle Sandon (originalmente una parte de Chatham Street). Una de las propiedades se convirtió en la primera casa de Peter y Mary, y fue mientras vivían allí que Peter presentó diseños para el concurso St George's Hall de 1839 que posteriormente ganó Harvey Lonsdale Elmes. En 1843, Peter adquirió un contrato de arrendamiento en el que construyó 78 Canning Street y al año siguiente obtuvo un contrato de arrendamiento en un terreno vecino en el que construyó lo que se convirtió en 40 Falkner Square, la casa en la que él y Mary vivieron por el resto de la vida de Peter.
En 1845, Peter trasladó su oficina a Clayton Square y fue mientras estaba allí, en 1856, que se le encargó diseñar las Escuelas Nacionales de San Salvador en la calle Canning (el sitio ahora se encuentra debajo del Hospital de Mujeres de Liverpool), y, más tarde, el Dispensario Homeopático de la calle Hardman, inaugurado en 1860.
A principios de la década de 1860, Peter trasladó sus oficinas, brevemente a Bank Buildings y luego por un período más largo a Orange Court (estaban en lados opuestos de la calle Castle ), y fue en 1863 cuando un incendio destruyó las oficinas y un almacén en el cruce de la calle Water y Covent Garden. El edificio era propiedad de Thomas Anderson y fue de él que Peter recibió el encargo de diseñar Oriel Chambers, el reemplazo a prueba de fuego que se construyó en el sitio (1864-1865). Mientras aún estaba en Orange Court, los contadores Paterson y Thomas le encargaron a Peter que diseñara 16 Cook Street (1866-1868), también un reemplazo para un edificio preexistente.
Quentin Hughes sugirió que era posible que la carrera de Peter como arquitecto se viera afectada negativamente por las críticas a Oriel Chambers, como la que apareció en The Builder del 20 de enero de 1866, donde se describió como una "gran aglomeración de burbujas de vidrio que sobresalen", un "gran aborto" sin cualidades estéticas. También señaló que aunque Peter ejerció durante dieciocho años más después de la comisión de Cook Street, su entrada en la edición de 1867 del Directorio de Liverpool de Gore lo describe como arquitecto e ingeniero civil, mientras que en el directorio de 1884 el término "ingeniero civil" precede "arquitecto", lo que sugiere que la arquitectura se convirtió en un hilo secundario en su carrera.
Aún no está claro hasta qué punto la crítica de Oriel Chambers fue de importancia primordial para influir en la futura carrera o los intereses de Peter. Después del artículo de The Builder, pasó a diseñar una capilla bautista galesa en Hall Lane y una oficina/almacén en School Lane, mientras que, en 1865 (si no antes), ya se había interesado lo suficiente en la ingeniería para comenzar a producir patentes. sobre una variedad de temas, el más significativo de los cuales se refería a la invención de un ascensor en movimiento continuo que posteriormente instaló en Oriel Chambers en 1869.
Peter trasladó su oficina de Orange Court a Oriel Chambers en 1871, y fue allí donde continuó ejerciendo como arquitecto, tasador, topógrafo e ingeniero civil, y el Liverpool Mercury contenía informes y anuncios sobre su trabajo hasta mayo de 1884. Murió a la edad de 79 años en su casa en 40 Falkner Square el 20 de octubre de 1884, y el certificado de defunción registraba endocarditis (inflamación de la membrana que recubre el corazón) y neumonía como causas. Fue enterrado el 23 de octubre, y el Liverpool Daily Post le rindió un cálido homenaje al día siguiente, del cual es representativo este extracto: "El difunto caballero era tenido en alta estima por los miembros de su propia profesión y abogados y otros con con quien tenía relaciones comerciales... El señor Ellis, durante más de medio siglo, estuvo a la cabeza de la práctica líder en su forma de hacer negocios en Liverpool, y siempre estuvo listo para dar amables consejos a quienes los buscaban". Peter sobrevivió a todos sus hermanos, pero él y Mary murieron sin haber tenido la alegría de criar un hijo o una hija. Yacen juntos en paz en el cementerio de Toxteth.

## Influencia
El trabajo de Peter Ellis puede haber influido en el del arquitecto estadounidense John Wellborn Root, que llegó a Liverpool cuando se estaba construyendo 16 Cook Street. Por ejemplo, en el Rookery Building, en Chicago, Root usó una escalera de caracol de vidrio y hierro similar a la del 16 de Cook Street.
Quentin Hughes ha sugerido que la carrera de Ellis habría sido muy diferente si, como Root, hubiera ido a Chicago, donde los arquitectos estadounidenses adoptaron y explotaron su uso de ventanas mirador para proporcionar iluminación interior.
"Oriel Chambers, junto con el trabajo de Kahn, fueron verdaderas piedras de toque para la práctica" de Arup Associates.

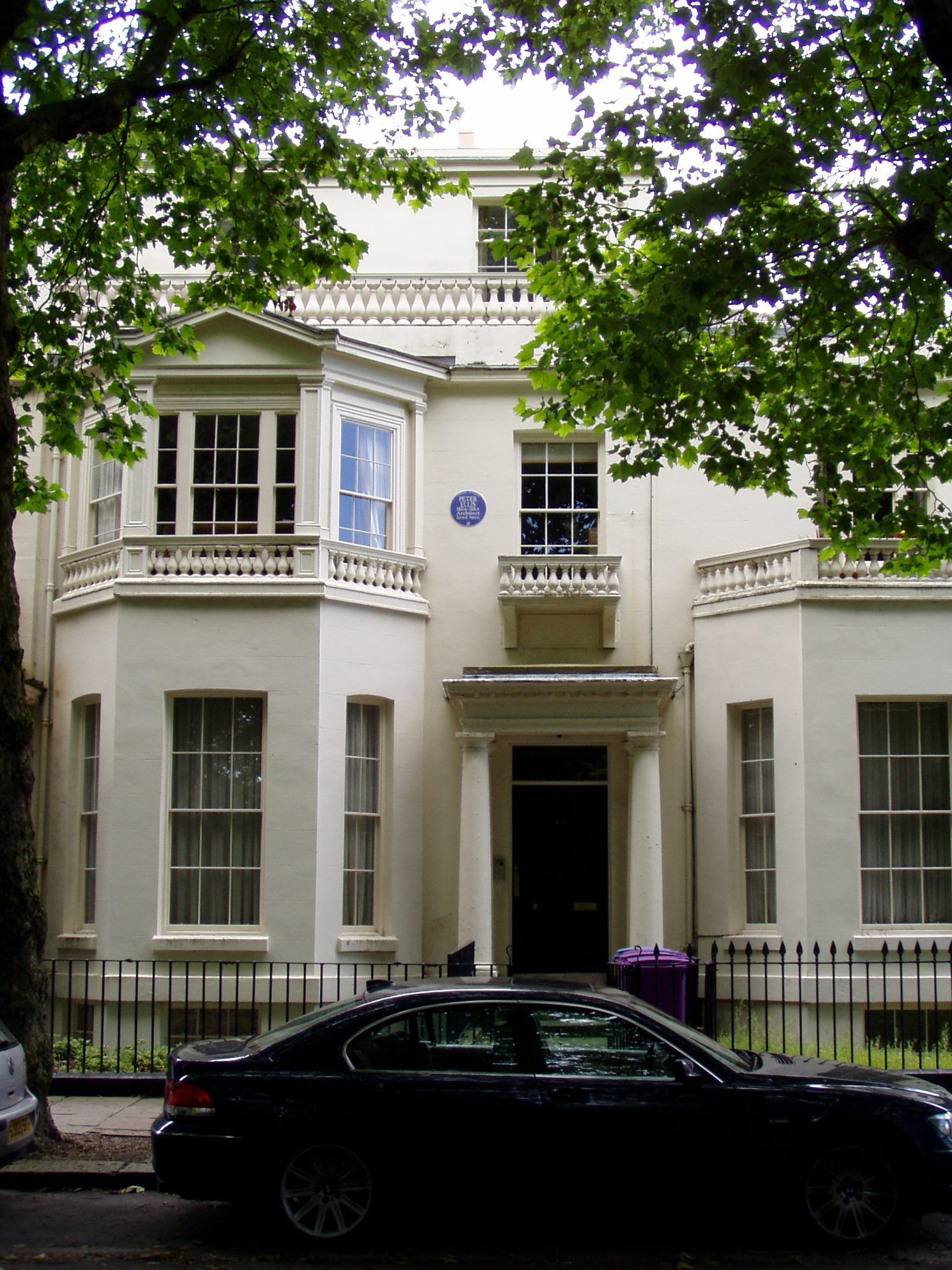
Residencia de Ellis, 40 Falkner Square, Liverpool